# Hondsrugtunnel
De Hondsrugtunnel is een tweebuizige tunnel voor het gemotoriseerde wegverkeer in het centrum van de Nederlandse plaats Emmen en is in 2014 gebouwd. Bovenop de tunnel ligt het Raadhuisplein, dat de verbinding vormt tussen winkelcentrum De Weiert aan de ene zijde en het Atlas Theater en de Wildlands Adventure Zoo Emmen aan de andere zijde. De tunnel is 235 meter lang en hoeft vanwege de geringe lengte (korter dan 250 meter) niet volledig te voldoen aan de tunnelwet. De kosten van de tunnel bedroegen ongeveer 45 miljoen euro. De tunnel vervangt twee verkeerslichten en een voetgangersoversteekplaats naar de dierentuin.
In de tunnel is een lichtkunstwerk van Titia Ex te vinden. Het kunstwerk heeft een totale lengte van meer dan 1 kilometer, waarmee het volgens de gemeente Emmen het langste lichtkunstwerk ter wereld is. Het kunstwerk kan verschillende kleuren aannemen en symboliseert een motief van veldkeien. In 2015 heeft Titia Ex met het kunstwerk de Lamp Lighting Awards gewonnen in de categorie stedelijke- en landschapsverlichting.

## Problemen
Een aantal weken voor de opening van de tunnel bleek de buitenste laag los te laten. Het kunstwerk heeft na de oplevering veel problemen gehad met kapotte elementen, wat regelmatig gebrekkige verlichting oplevert.